# El diablo y la dama
El diablo y la dama (Le Diable et la Dame en francès) és una pel·lícula franco-mexicana realitzada per Ariel Zuñiga en 1983.

## Producció
El director Ariel Zúñiga va assegurar que el film és la "cerca sobre la formació de la realitat", el punt de partida de la qual és el somni i la imaginació.
La productora francesa va participar amb el 35% de la producció. Hi havia moltes expectatives sobre la participació de la producció mexicana, ja que es desconeixia com anava a ser rebuda la pel·lícula al país, ja que a consideració del director el cinema mexicà estava encasellat en tres temes: la Revolució, el cabaret i les comèdies ranxeres.

## Sinopsi
La pel·lícula tracta sobre una parella que es troba en una habitació d'un hotel a París. Ell (Richard Bohringer) surt a comprar cigarrets al Tabac mentre ella, Amèrica (Catherine Jourdan), imagina o somia que viatja a Mèxic i balla una peça de cabaret amb un maniquí en forma de diable. Coneix a Jimmy (Carlos Castañón), qui la prostitueix. Viatja per la ciutat de Mèxic juntament amb un grup de gàngsters. Quan ell torna l'habitació, Amèrica li dispara i el mata.
Està filmada en dues seqüències inversament simètriques: la primera presa és en un quart buit, ell surt del bany i entra a l'habitació, es recolza amb ella i surt del quart. La cambra gira en rodó i permet veure-ho sortir de l'hotel, travessar una plaça i entrar al Tabac. En la presa final, ell surt del Tabac, travessa la plaça, entra a l'hotel, la cambra gira en rodó cap a l'habitació, entra i ella li dispara.

## Recepció
La pel·lícula va ser presentada en la Mostra Internacional de Cinema en 1983. A causa de la polèmica que va causar la seva presentació per un «plantejament netament elitista», lla pel·lícula va ser retirada dels cinemes comercials i va ser exhibida a les sales universitàries i de la Cineteca Nacional.
Diverses publicacions periòdiques com El Universal, Novedades i Proceso van assenyalar que durant l'exhibició de la pel·lícula es van escoltar xiulades de desaprovació, diverses persones van abandonar la sala i algunes es van dirigir a la taquilla a exigir la devolució dels seus diners.
Els autors d'aquestes publicacions van lamentar que el públic no apreciés la pel·lícula, la qual era «una obra divertidíssima, plena de sorpreses, estimulant i, a més, d'una incontenible i excepcional bellesa». Per això, van argumentar que la falta de sensibilitat de l'audiència cap a la pel·lícula es devia el seu poc coneixement, informació i obertura cap a produccions cinematogràfiques diferents de l'estil mexicà. Uns altres, en canvi, van al·legar que la pel·lícula produïa «indiferència i avorriment».

## Premis
Als XXVI edició dels Premis Ariel va rebre el Premi Ariel a la millor fotografia (Toni Kuhn)